# Itzik Shmuli

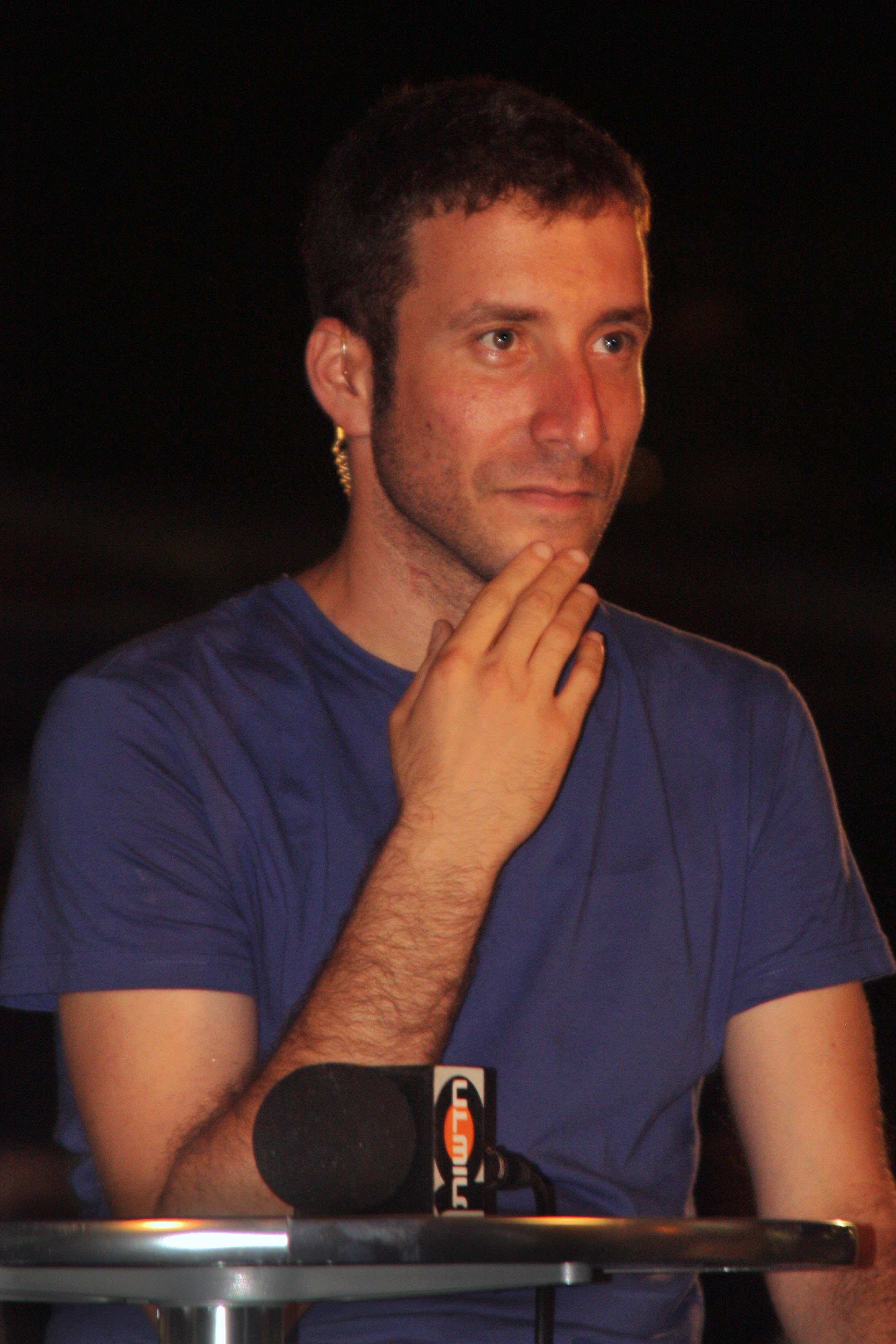
Itzik Shmuli

Itzik Shmuli (hebräisch איציק שמולי, * 8. Februar 1980 in Tel Aviv) ist ein israelischer Politiker der sozialdemokratischen Awoda.

## Leben
Shmuli ist seit 2013 Abgeordneter in der Knesset. Im Juli 2015 outete sich Shmuli als homosexuell. Im Kabinett Benjamin Netanjahu V, das im Mai 2020 gebildet wurde, übernahm er das Ministerium für Wohlfahrt und Soziale Dienste. Nachdem die neugewählte Awoda-Vorsitzende Merav Michaeli den Rückzug ihrer Partei aus der Regierung mitgeteilt und ihn zum Rücktritt aufgefordert hatte, kündigte Shmuli Anfang Februar 2021 seinen Rücktritt und vorläufigen Rückzug aus der Politik an.